# اس‌اس گرسوپا
اس‌اس گرسوپا (به انگلیسی: SS Gairsoppa) یک زیردریایی بود که طول آن ۳۹۹ فوت ۳ اینچ (۱۲۱٫۶۹ متر) بود. این زیردریایی در سال ۱۹۱۹ ساخته شد.